# 克珀爾尼察鄉

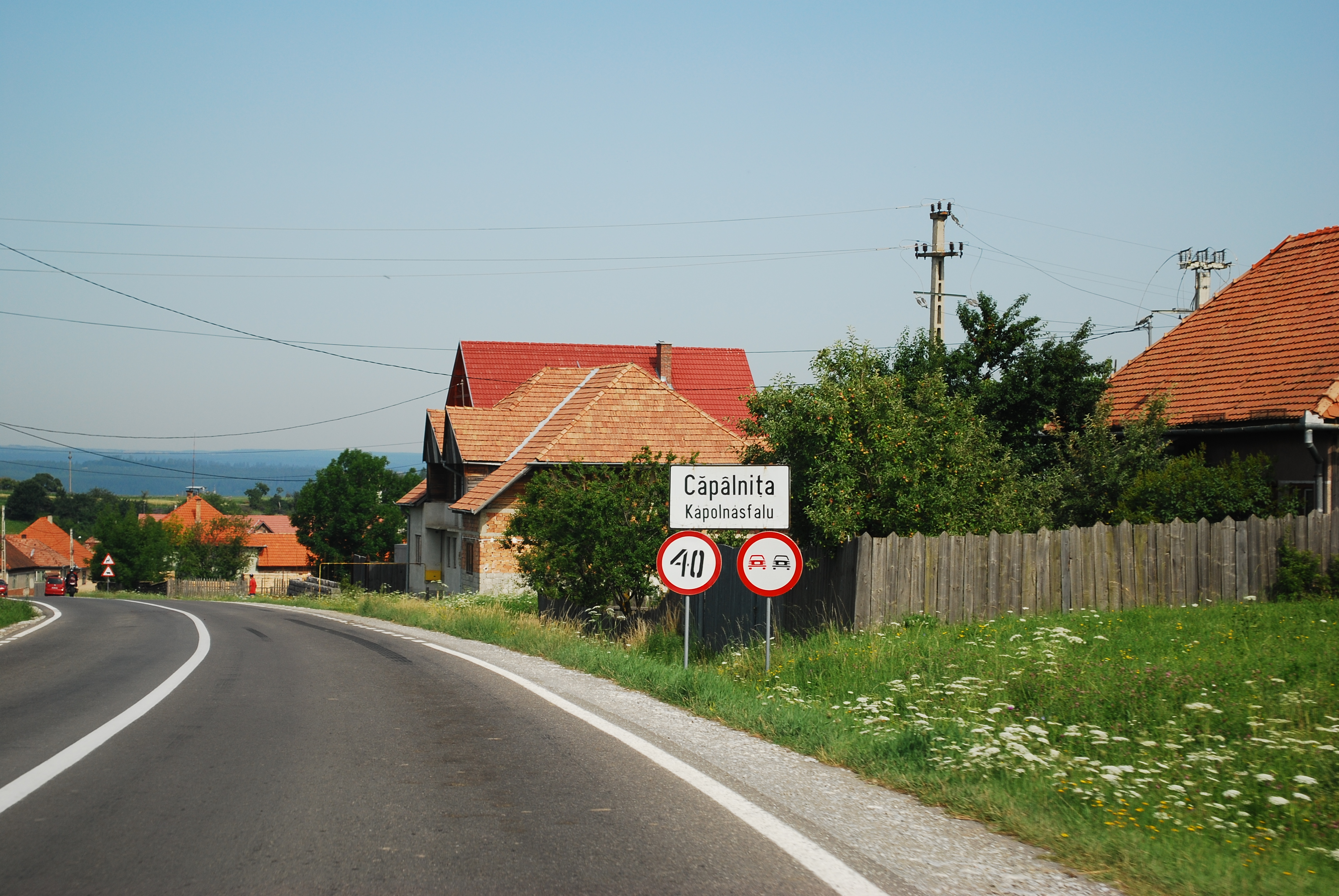

46°22′0″N 25°31′0″E / 46.36667°N 25.51667°E
克珀爾尼察鄉（羅馬尼亞語：Comuna Căpâlnița, Harghita），是羅馬尼亞的鄉份，位於該國中部，由哈爾吉塔縣負責管轄，面積27平方公里，海拔高度854米，2007年人口2,014，人口密度每平方公里76人。